# De Groene Molen
De Groene Molen (z nider. Zielony Młyn) – wiatrak typu koźlak zlokalizowany w Joure, w prowincji Fryzja, w północnej Holandii. Obiekt został wpisany do holenderskiego rejestru zabytków.

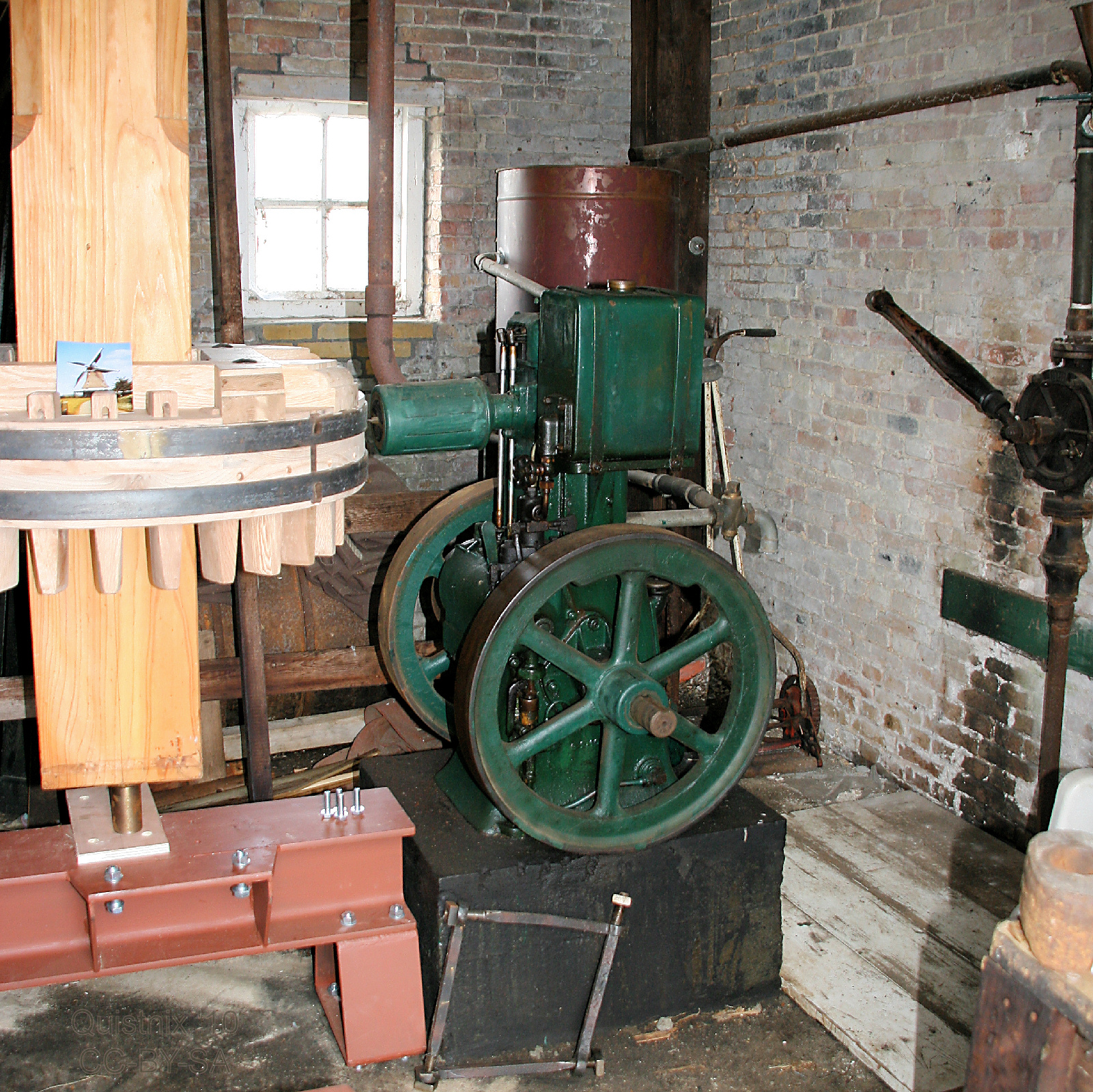
silnik wysokoprężny w De Groene Molen

## Historia
Wiatrak został zbudowany ok. 1800 r. Jego zadaniem było osuszanie polderu Bleeker o powierzchni 19 hektarów. W 1937 r. zamontowano w nim silnik wysokoprężny o mocy 6 koni mechanicznych. 18 grudnia 1956 r. obiekt został zakupiony przez gminę Haskerland. W 1992 r. wiatrak został poddany renowacji, podczas której wymieniono jego skrzydła.
18 stycznia 2007 r. wiatrak uległ uszkodzeniu podczas burzy. Fragmenty dachu i poszycia zostały odłączone od reszty konstrukcji. 12 grudnia 2008 r. budowla została rozebrana, po czym rozpoczęto jej odbudowę. 13 maja 2009 r. skrzydła i kołpak zostały ponownie zamontowane.

## Konstrukcja
Wiatrak ma jedno piętro, przy czym powstał na jednopiętrowej platformie. Galeria wznosi się na wysokości 4,20m powyżej powierzchni gruntu. Kołpak jest kryty poziomymi deskami. Skrzydła mają rozpiętość 13,10 metrów. Drewniany wał skrzydłowy podtrzymuje skrzydła i napędza górne koło kołnierzowe o 39 trybach. Dolne koło kołnierzowe ma 19 trybów i znajduje się na szczycie wału głównego. U dołu wału głównego znajduje się koło zębate napędzające wał pośredni, połączony pasem z drugim wałem pośrednim. Koło zębate na jego końcu ma 16 trybów i napędza inne koło zębate o 64 trybach, zlokalizowane na osi śruby Archimedesa. Śruba może też być napędzana przez silnik wysokoprężny.